# 京都府道243号木幡停車場線
京都府道243号木幡停車場線（きょうとふどう243ごう こはたていしゃじょうせん）は、京都府宇治市を通る一般府道である。

## 概要
宇治市木幡のJR西日本奈良線 木幡駅から京都府道7号京都宇治線交点に至る。木幡駅は京阪宇治線とJR西日本奈良線があるが、JR西日本奈良線の木幡駅からの府道である。

### 路線データ
- 起点：宇治市木幡（JR西日本奈良線 木幡駅前）
- 終点：宇治市木幡（木幡東中交差点、京都府道7号京都宇治線交点）

## 地理

### 通過する自治体
- 宇治市

### 交差する道路
| 交差する道路                     | 交差する場所 | 交差する場所          |
| -------------------------------- | ------------ | --------------------- |
| 京都府道7号京都宇治線 / 宇治街道 | 木幡         | 木幡東中交差点 / 終点 |

### 沿線
- JR西日本奈良線 木幡駅
- 宇治市立木幡保育所
- 京都銀行 木幡支店
- 宇治木幡郵便局